# ماريوس زاليوكاس
ماريوس زاليوكاس (بالليتوانية: Marius Žaliūkas) وهو لاعب كرة قدم ليتواني في مركز قلب الدفاع ولد في يوم 10 نوفمبر 1983 في مدينة كاوناس في جمهورية ليتوانيا السوفيتية الاشتراكية في الاتحاد السوفيتي، يلعب حالياً مع نادي رينجرز في اسكتلندا وسبق له اللعب مع نادي ليدز يونايتد وهارت أوف ميدلوثيان ونادي شيلوت ونادي كاوناس وإنكراس كاوناس في ليتوانيا، لعب مع منتخب ليتوانيا لكرة القدم ويبلغ طوله 190 سم.
توفي بتاريخ 31 أكتوبر 2020.

## روابط خارجية
- ماريوس زاليوكاس على موقع الاتحاد الدولي (مؤرشف)  (الإنجليزية)
- ماريوس زاليوكاس على موقع قاعدة بيانات كرة القدم.إي يو (الإنجليزية)
- ماريوس زاليوكاس على موقع ناشيونال فوتبول تيمز (الإنجليزية)
- ماريوس زاليوكاس على موقع Soccerbase.com (لاعب) (الإنجليزية)
- ماريوس زاليوكاس على موقع Soccerway.com (الإنجليزية)
- ماريوس زاليوكاس على موقع عالم كرة القدم.نت (الإنجليزية)